# La bugia muta
La bugia muta (The Silent Lie, conosciuto anche come Camille of the Yukon) è un film muto del 1917 diretto da R.A. Walsh (Raoul Walsh).

## Trama
Il crudele Hatfield obbliga Lady Lou, la figlia adottiva, a lavorare in una sala da ballo che si trova in un campo di boscaioli. La donna riesce a fuggire aiutata da uno straniero innamorato di lei. In un campo vicino, incontra e sposa il boscaiolo Conahan senza dirgli niente del suo passato. Il suo passato sarà svelato durante un confronto con il padre adottivo e il marito la lascerà disgustato. L'intervento dello straniero che dirà a Conahan la verità sulla vita della ragazza farà riconciliare i due sposi. Lo straniero, poi, se ne andrà solo vagando nella neve.

## Produzione
Il film fu prodotto dalla Fox Film Corporation con il titolo di lavorazione The Trail of Happiness.

## Distribuzione
Il copyright del film, richiesto dalla Fox Film Corp., fu registrato il 27 maggio 1917 con il numero LP10837.

Distribuito dalla Fox Film Corporation, il film uscì nelle sale cinematografiche statunitensi il 28 maggio 1917 con il titolo originale The Silent Lie. Nel 1920, la Fox lo fece uscire in sala con il titolo Camille of the Yukon. In Danimarca fu distribuito con il titolo Den tavse Løgn l'11 luglio 1921.

### Conservazione
Non si conoscono copie ancora esistenti della pellicola che viene considerata presumibilmente perduta.